# Liste der Baudenkmale in Grabowhöfe
In der Liste der Baudenkmale in Grabowhöfe sind alle denkmalgeschützten Bauten der Gemeinde Grabowhöfe (Mecklenburg-Vorpommern) und ihrer Ortsteile aufgelistet. Grundlage ist die Veröffentlichung der Denkmalliste des Landkreises Mecklenburgische Seenplatte (Auszug) vom 20. Januar 2017.

## Baudenkmale nach Ortsteilen

### Grabowhöfe
| ID  | Lage                | Bezeichnung              | Beschreibung | Bild |
| --- | ------------------- | ------------------------ | ------------ | ---- |
| 161 | Hofstraße 3, 3A, 3B | Gutsanlage mit Gutshaus, |              |      |
| 161 | Hofstraße           | Park,                    |              |      |
| 161 | An der Hofstraße    | Schmiede,                |              |      |
| 161 | Hofstraße 1         | Speicher und             |              |      |
| 161 | Hofstraße 4, 4A, 4B | Wirtschaftsgebäude       |              |      |
| 241 | Kalkberger Tannen 1 | Forsthaus mit            |              |      |
| 241 | Kalkberger Tannen 1 | Stall                    |              |      |

### Baumgarten
| ID | Lage          | Bezeichnung                     | Beschreibung | Bild |
| -- | ------------- | ------------------------------- | ------------ | ---- |
| 68 | Am Dreieck 9  | ehem. Schmiede (jetzt Wohnhaus) |              |      |
| 67 | Am Dreieck 21 | Gutsanlage mit Gutshaus und     |              |      |
| 67 | Am Dreieck 21 | Torpfosten                      |              |      |

### Kalkberger Tannen
- [1] Kalkberger Tannen 1; Forsthaus

### Louisenfeld
| ID  | Lage               | Bezeichnung   | Beschreibung                                                                                            | Bild     |
| --- | ------------------ | ------------- | --- | -------- |
| 356 | Bauernwald 1       | Siedlungshaus | |          |
| 355 | Zum Gutshaus 7/8/9 | Gutshaus      | Gutshaus: 1-gesch., 11-achs., sanierter Backsteinbau von 1870 mit 2-gesch. Zwerchgiebel und Satteldach. | Gutshaus |

### Panschenhagen
| ID  | Lage               | Bezeichnung   | Beschreibung | Bild |
| --- | ------------------ | ------------- | ------------ | ---- |
| 565 | von-Hahn-Allee 8/9 | Gutshaus mit  |              |      |
| 565 | von-Hahn-Allee 8/9 | Park          |              |      |
| 566 | von-Hahn-Allee11   | Neubauernhaus |              |      |
| 567 | von-Hahn-Allee 12  | Neubauernhaus |              |      |

### Sommerstorf
| ID  | Lage               | Bezeichnung                  | Beschreibung | Bild           |
| --- | ------------------ | ---------------------------- | ------------ | -------------- |
| 870 | Friedhof (Karte)   | Kirche mit                   |              | Weitere Bilder |
| 870 | Friedhof           | Friedhofsmauer aus Feldstein |              |                |
| 870 | Friedhof           | Friedhof                     |              |                |
| 871 | neben dem Friedhof | Kriegerdenkmal 1914/1918     |              |                |

### Sophienhof
| ID  | Lage         | Bezeichnung | Beschreibung | Bild       |
| --- | ------------ | ----------- | ------------ | ---------- |
| 872 | Zum Park 1/3 | ehem. Kate  |              | ehem. Kate |

### Vielist
| ID  | Lage                 | Bezeichnung                   | Beschreibung | Bild           |
| --- | -------------------- | ----------------------------- | --- | -------------- |
| 915 | Am Flugplatz 1       | Chausseehaus                  | |                |
| 916 | Dorfstraße 30        | Gutshaus mit                  | Unsanierter, 1-gesch., 17-achs., rotsteinsichtiger Fachwerkbau von ab 1789 auf alten Fundamenten und sehr alten Kellern mit 2-gesch. Mittelrisalit und Mansarddach | Weitere Bilder |
| 917 | Schwenziner Straße 8 | Kirche mit                    | | Weitere Bilder |
| 917 | Schwenziner Straße 8 | Feldsteinmauer des Friedhofes | |                |
| 917 | Schwenziner Straße 8 | Friedhof                      | |                |
| 918 | Schwenziner Straße 9 | ehem. Pfarrhaus               | |                |

## Quelle
- Karte der Baudenkmale im Geoportal des Landkreises